# Fujing
Fujing (kinesiska: 付井, 付井镇) är en köping i Kina. Den ligger i provinsen Henan, i den centrala delen av landet, omkring 220 kilometer sydost om provinshuvudstaden Zhengzhou. Antalet invånare är 55 663. Befolkningen består av 30 091 kvinnor och 25 572 män. Barn under 15 år utgör 24,0 %, vuxna 15-64 år 64 %, och äldre över 65 år 11,0 %.
Genomsnittlig årsnederbörd är 1 047 millimeter. Den regnigaste månaden är augusti, med i genomsnitt 224 mm nederbörd, och den torraste är januari, med 13 mm nederbörd.